# 어위데일역
어위데일(Irwindale)역은 로스앤젤레스 메트로의 L선역 중 하나이다. 캘리포니아주 어위데일의 어위데일가(Irwindale Street)와 에비니다 파딜라(Avenida Padilla)의 교차로 부근에 위치해 있다.
이 역은 골드 라인 풋힐 연장(Gold Line Foothill Extension) 2A단계의 일부로 시공되었다. 2016년 3월 5일에 영업 운영을 시작했다.

### 역 구조
| 승강장 | 상대식 승강장, 오른쪽 출입문이 열림 | 상대식 승강장, 오른쪽 출입문이 열림                                         |
| 승강장 | L선                                 | ← 두어트/시티오브호프역 Duarte/City of Hope Station ← 애틀랜틱행 (종착점행) |
| 승강장 | L선                                 | → 아즈사 다운타운역 Azusa Downtown Station → APU/시트러스 칼리지행 (기점행) |
| 승강장 | 상대식 승강장, 오른쪽 출입문이 열림 |                                                                             |

## 연결 가능한 대중교통
- 풋힐 트랜싯(Foothill Transit): 185[6]

## 역사
어위데일을 관통하는 원래의 열차 선로는 로스앤젤레스 & 샌가브리엘 계곡 철도에 의해 건설되었다. 현재의 금선은 1887년 어위데일을 통해 최초의 철로를 건설한 로스앤젤레스 & 샌가브리엘 철도가 있었던 자리에 건설되었다. 로스앤젤레스 & 샌가브리엘 계곡철도는 1883년 제임스 F. 크랭크에 의해 설립되었으며, 로스앤젤레스 시내에서 샌가브리엘 계곡으로 가는 철도 노선을 개설하는 것을 목표로 하였다. 1887년 5월 20일 로스엔젤레스 & 샌가브리엘 계곡철도가 캘리포니아 중앙철도에 매각되었다. 1889년에는 서던캘리포니아 철도 회사로 통합되었다. 1906년 1월 17일, 서던캘리포니아 철도는 애치슨, 토페카, 산타페 철도에 매각되어 패서디나 서브디비전(Pasadena Subdivision)로 불리었다. 암트랙-산타페는 어위데일역에 걸쳐 이 노선에 사우스웨스트 치프와 데저트 윈드를 운영했지만 1986년에는 데저트 윈드를 풀러턴 선으로 이전했다. 산타페 선은 1994년까지 산가브리엘에 운행되었으며, 1994년 노스리지 지진으로 인해 아르카디아의 다리가 약화되어 금선이 건설될 때까지 폐쇄되었다. 철도는 긴 형교를 통해 샌가브리엘강을 가로지른 뒤 산타페댐 휴양지를 통과한다. 철도 노선은 어윈데일(MP 118.2)의 옛 SP 아즈사 산업 선로 북쪽 끝과 교차했다. 어윈데일은 밀러 양조 회사의 어윈데일 양조장을 지나는 6,165 피트 철도 측선을 가지고 있었다. 거기서부터 선로가 계속 이어져 어윈데일 애비뉴 아래를 가로질렀다.

## 사진첩

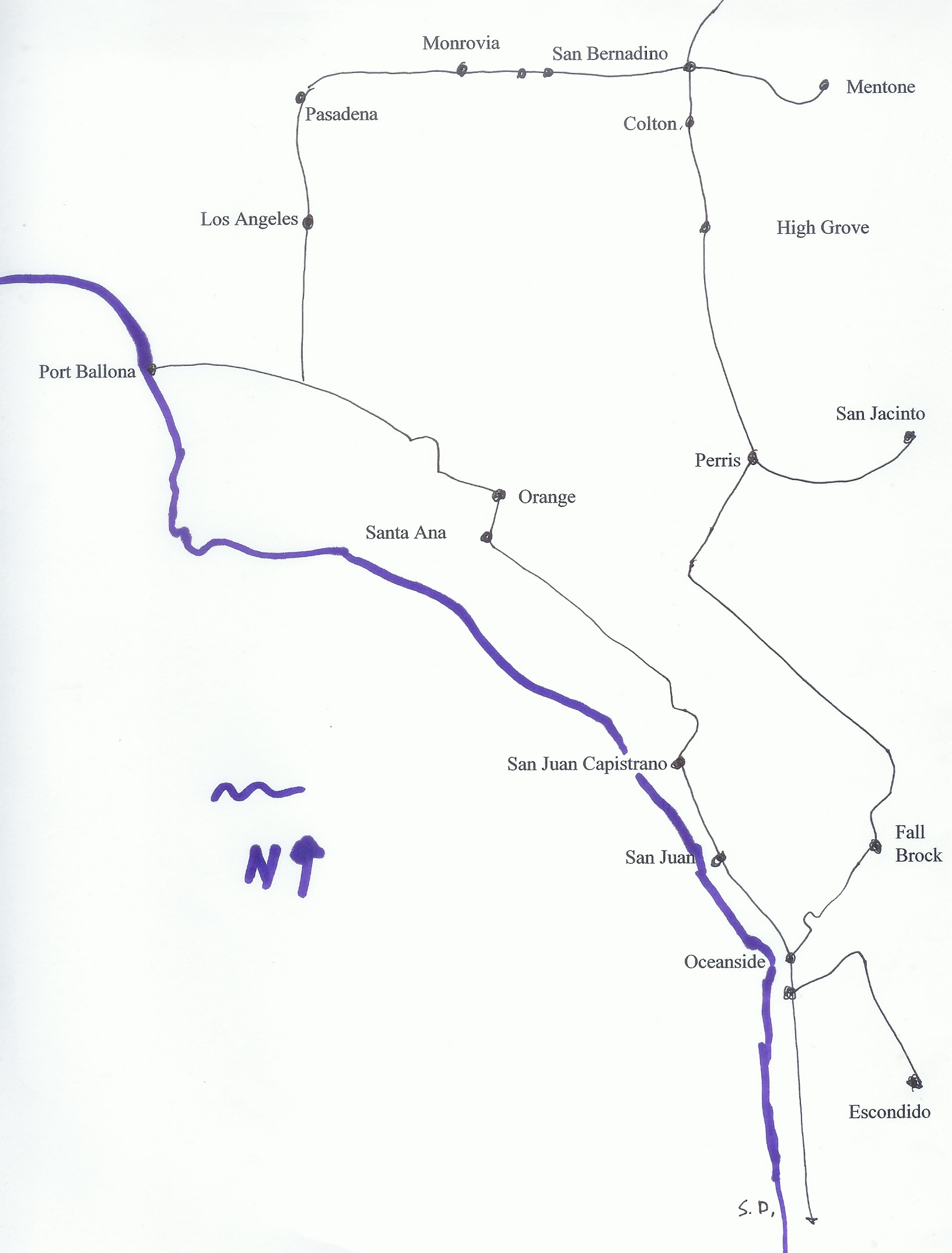
1888년 캘리포니아 센트럴 철도 노선도, 어위데일 정류장이 표시되지 않음.
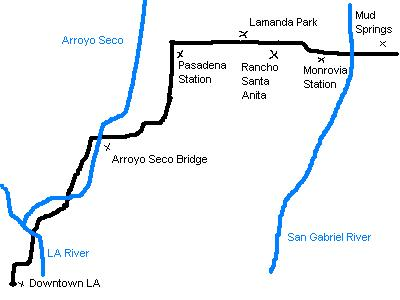
1886년 로스앤젤레스 & 샌가브리엘 밸리 철도 노선도, 어위데일 정류장이 나중에 추가되었다.
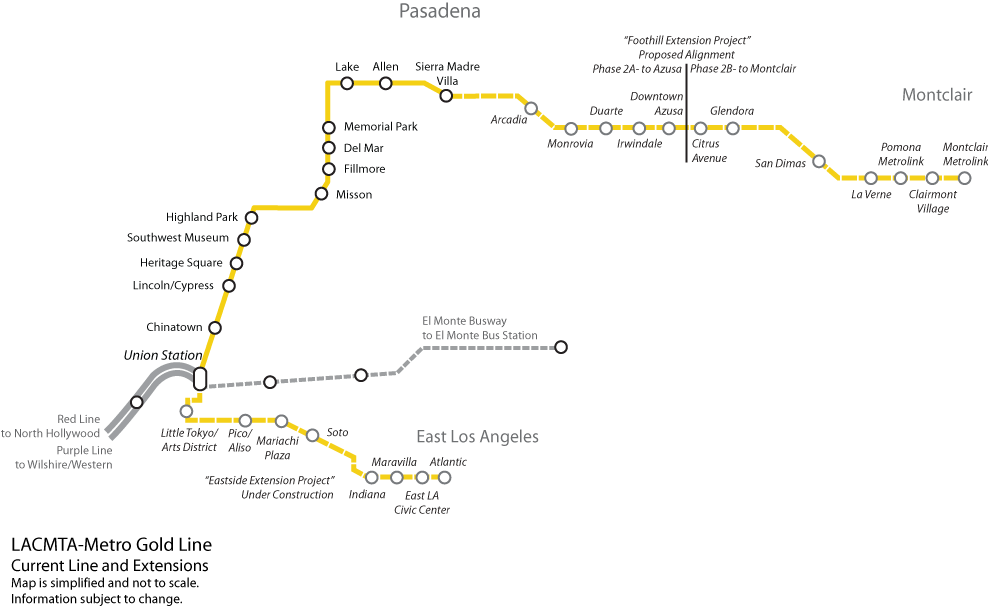
맨 위의 풋힐 연장선이 포함된 L선 노선도.
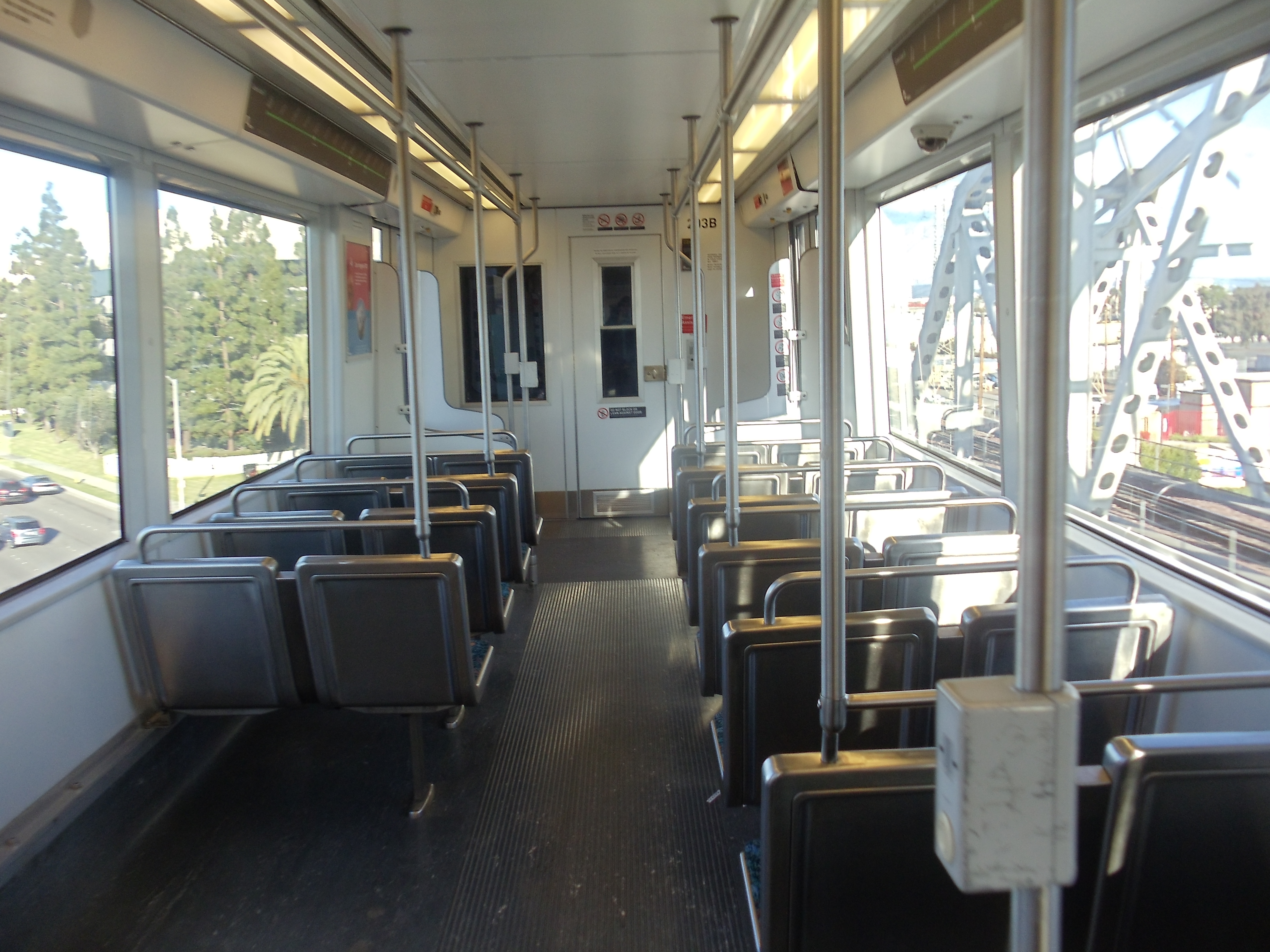
L선 전차 내부.
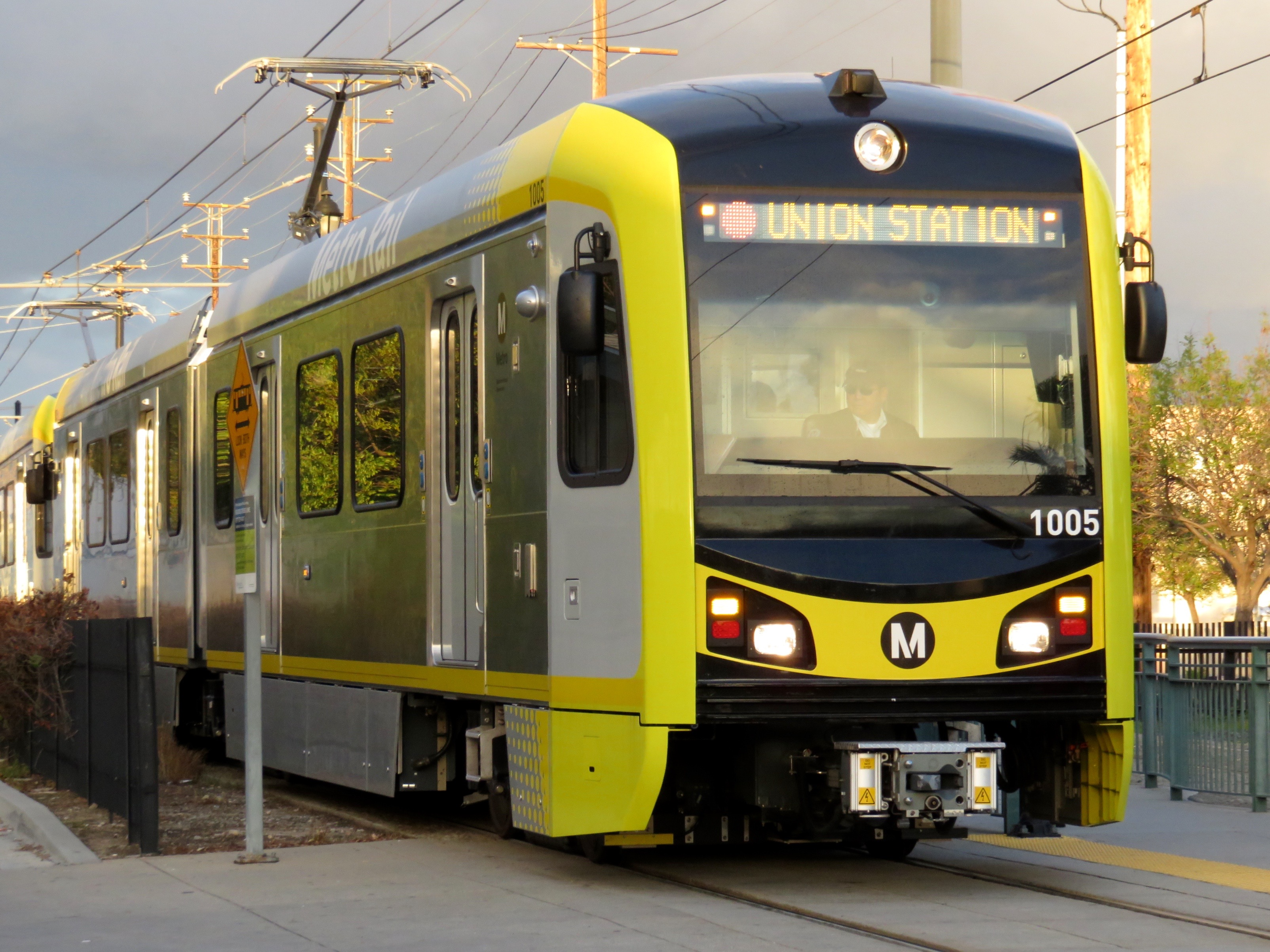
L선 긴키샤료 P3010 열차
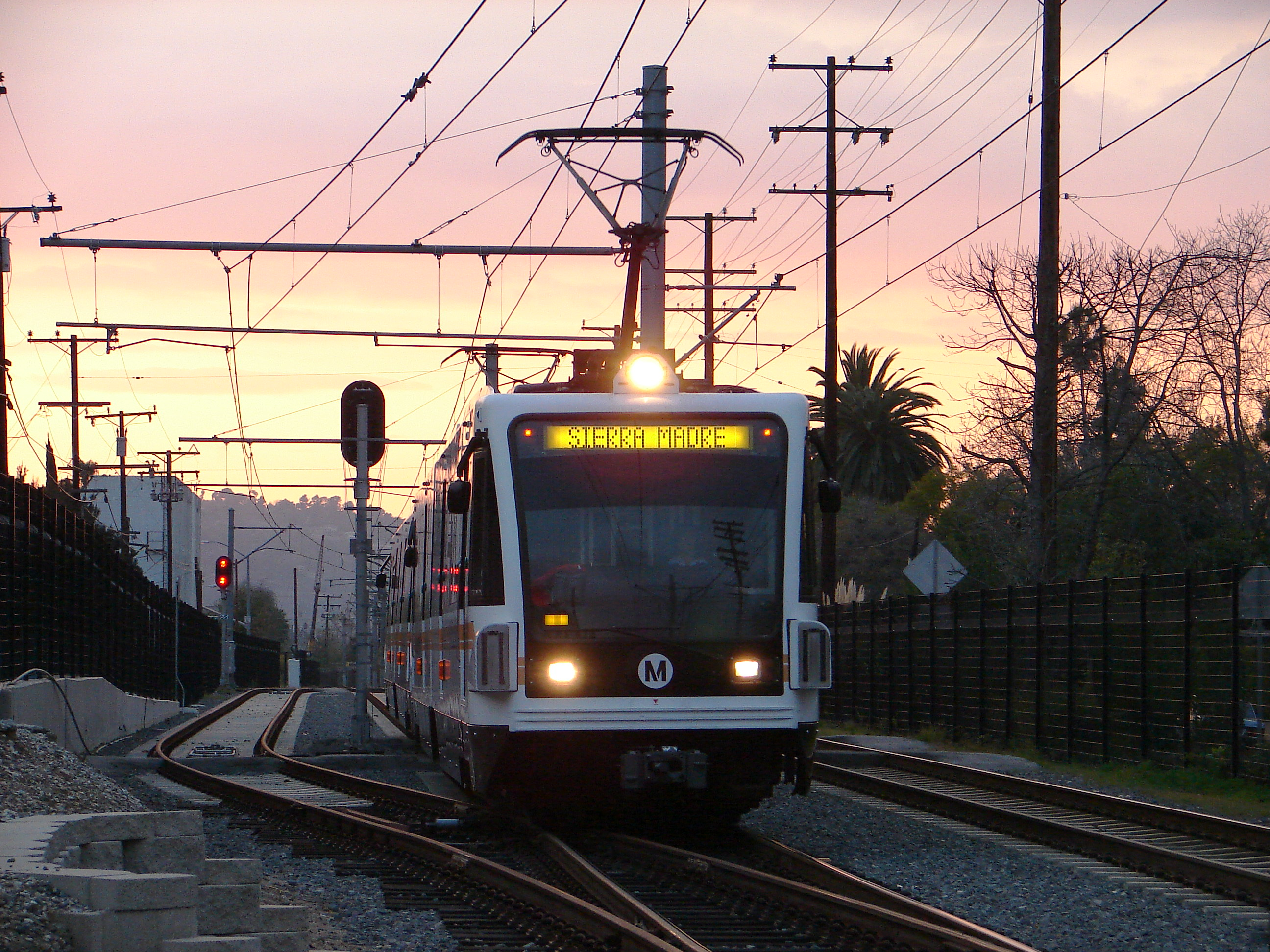
L선 지멘스 P2000 열차.